# بالگارین
بالگارین (به لاتین: Balgarin) یک منطقهٔ مسکونی در بلغارستان است که در شهرستان هارمانلی واقع شده‌است.